# Luis Brunetto
Luis Antonio Brunetto (né le 27 octobre 1901 à Rosario et mort le 7 mai 1968 à Llavallol (es)), est un athlète argentin, spécialiste du triple saut et du saut en longueur. Au cours de sa carrière, il décroche notamment la médaille d'argent du concours de triple saut des Jeux olympiques de 1924 se déroulant à Paris. La médaille olympique qu'il remporte au stade de Colombes est la première de l'histoire de l'athlétisme sud-américain et sa performance de 15,42 m restera le record national d'Argentine jusqu'en 1975. Il décroche également 6 médailles, dont 5 titres, lors des championnats d'Amérique du Sud d'athlétisme.

## Biographie
Luis Brunetto naît de parents immigrés italiens, installés à Rosario. Durant son enfance, il s'essaie au basket-ball avant d'être dirigé vers l'athlétisme et les épreuves de saut. 
Il remporte un titre national dès 1921 en s'adjugeant le concours du triple saut avec 12,88 m. Il réitère cette performance en 1922 en établissant, cette fois-ci, une meilleure marque à 13,54 m. En 1924, il conquiert un nouveau titre avec 14,73 m. Cette même année, il remporte deux médailles lors des championnats d'Amérique du Sud. Il décroche le titre au triple saut avec une meilleure marque de 14,64 m. Il remporte également la médaille d'argent du saut en longueur avec 6,63 m. 
Il arrive aux Jeux olympiques auréolé de ses médailles continentales. Bien qu'inscrit à l'épreuve du saut en longueur, il ne se présente pas au début du concours. Au triple saut, il termine le concours des qualifications à la 6e place avec 14,52 m. Le jour de la finale, le 12 juillet, Luis Brunetto décroche la médaille d'argent de l'épreuve au terme d'un concours riche en rebondissements. A son premier essai, Brunetto saute 15,42 m et repoussant de 50 centimètres le record olympique de Tim Ahearne, vieux de 16 ans. Ce saut lui permet de virer en tête du concours. Au dernier essai, l'australien Nick Winter saute 15,52 m, nouveau record du monde et, par conséquent, nouveau record olympique, ce qui lui assure la première place. La fin du concours est également confuse,  marquée par des problèmes d'affichage des résultats. La médaille d'argent de Brunetto est la première décrochée par un athlète sud-américain en athlétisme.  
Après les Jeux olympiques, Luis Brunetto continue de fréquenter les stades d'Amérique du Sud. En 1925, il est annoncé qu'il avait sauté 7,85 m au saut en longueur, cette performance reste cependant douteuse.  Il remporte cependant 4 titres consécutifs au triple saut lors des championnats d'Amérique du Sud d'athlétisme en 1926, 1927, 1929 et 1931. En 1928, il est annoncé qu'il bat le record du monde du triple saut en sautant, à Buenos Aires, 15,64 m. Cette performance n'a, cependant, jamais été homologuée. On lui prête également un concours de saut en longueur à 7,27 m en pleine préparation olympique. La même année, il est annoncé participant aux Jeux olympiques d'Amsterdam. Il ne prendra cependant pas part à la compétition.  
Il meurt le 7 mai 1968 Llavallol (es) à l'âge de 67 ans. 

## Postérité
Sa performance au triple saut fut jusqu'en 1951 le record d'Amérique du Sud, date à laquelle Brunetto fut battu par Adhemar da Silva, futur champion olympique de la discipline. Brunetto conserva son record national jusqu'après sa mort. Il ne fut battu qu'en 1975 par Emilio Mazzeo. 
La piste du stade municipal de Lomas de Zamora, localité voisine de Llavallol, porte son nom. Egalement, chaque année, une compétition d'athlétisme "Luis Brunetto" est organisée au stade municipal Jorge Newbery de Rosario.

## Palmarès
| Date | Compétition                    | Lieu              | Résultat | Épreuve          | Temps   |
| ---- | ------------------------------ | ----------------- | -------- | ---------------- | ------- |
| 1924 | Championnats d'Amérique du Sud | Buenos Aires      | 1er      | Triple saut      | 14,64 m |
| 1924 | Championnats d'Amérique du Sud | Buenos Aires      | 2e       | Saut en longueur | 6,63 m  |
| 1924 | Jeux olympiques                | Colombes          | 2e       | Triple saut      | 15,42 m |
| 1926 | Championnats d'Amérique du Sud | Montevideo        | 1er      | Triple saut      | 15,10 m |
| 1927 | Championnats d'Amérique du Sud | Santiago du Chili | 1er      | Triple saut      | 14,64 m |
| 1929 | Championnats d'Amérique du Sud | Lima              | 1er      | Triple saut      | 14,77 m |
| 1931 | Championnats d'Amérique du Sud | Buenos Aires      | 1er      | Triple saut      | 14,23 m |

## Records
| Épreuve     | Performance | Lieu     | Date            |
| ----------- | ----------- | -------- | --------------- |
| Triple saut | 15,42 m     | Colombes | 12 juillet 1924 |